# Tư Mã Thác
Tư Mã Thác (chữ Hán: 司馬錯; ? - ?) là tướng lĩnh nước Tần cuối thời kỳ Chiến Quốc, người Hạ Dương, làm quan trải qua ba đời vua Huệ vương, Vũ vương và Chiêu vương. Từng theo học phái tung hoành gia và dẫn quân chiến đấu, lập được không ít công lao. Tư Mã Thác chính là ông nội của Tư Mã Cận, phó tướng dưới trướng Vũ An quân Bạch Khởi, về sau Khởi bị hoạch tội nên tự sát, Cận cũng chết theo chủ tướng. Hậu duệ đời thứ chín của Tư Mã Thác là Tư Mã Thiên, tác giả bộ Sử ký thời Hán.

## Binh nghiệp
Năm Tần Huệ Văn vương thứ 9 (316 TCN) giữa Ba với Thục có giao tranh, cả hai nước đều phái sứ giả đến cầu cứu Tần. Tần Huệ Văn vương muốn nhân cơ hội này diệt Thục nhưng ngại đường sá hiểm trở, nhỏ hẹp khó đi, thêm vào việc quân Hàn xâm nhập nước Tần nên còn do dự chưa quyết. Trương Nghi cùng với Tư Mã Thác tranh luận trước mặt Tần vương, Nghi chủ trương trước hết hãy đánh Hàn, riêng Thác ra sức phản bác, cho rằng nếu đánh Hàn sẽ dẫn đến việc các chư hầu sẽ hợp tung đánh Tần, đánh Thục thì có thể chiếm được người và của Thục sung vào quân mình cho mạnh thêm, lại chiếm cứ được địa thế thuận lợi, có thể thuận dòng đi xuống đánh Sở.
Ý kiến này được Tần vương đồng ý, lệnh cho hai người dẫn quân từ Thạch Trung đạo dài hàng ngàn dặm tiến đánh nước Thục, giao chiến với quân vua Thục tại Hà Manh, vua Thục thua trận chạy đến Vũ Âm không may bị bắt, nước Thục xem như diệt vong, truất Thục vương đổi hiệu làm hầu, rồi lập tướng Thục là Trần Trang làm thừa tướng. Tiếp đó Tần tiến quân diệt luôn cả nước Ba và nước Thư.
Năm Tần Vũ vương thứ nhất (310 TCN), Trần Trang dấy binh phản Tần, Tư Mã Thác phụng mệnh bình định đất Thục, diệt Trần Trang. Năm thứ sáu Tần Chiêu vương (301 TCN) ông nghi Thục hầu Huy làm phản, bức Huy tự sát rồi giết 27 viên lang trung lệnh, bình đình Thục Trung. Cùng năm đó, ông giữ chức khách khanh, phụng mệnh đánh Ngụy, lấy được đất Chỉ, đánh Hàn chiếm đất Đặng. Sau đó ra quân đánh chiếm nhiều thành, ấp của Hàn và Ngụy.
Năm Tần Chiêu Tương vương thứ 27 (280 TCN) Tư Mã Thác dẫn mười vạn quân Lũng Tây và Ba Thục, từ đất Thục theo sông đi xuôi, tiến đánh Kiềm Trung  nước Sở, bức Sở phải dâng đất Hán Bắc và Thượng Dung cho Tần. Không rõ ông mất lúc nào.